# Julio Oñate Martínez
Julio César Oñate Martínez (Villanueva, La Guajira, el 13 de febrero de 1942) es un ingeniero agrónomo, escritor, compositor, acordeonero aficionado e historiador de música vallenata. En 2007, Oñate fue merecedor a un Premio Nacional de Periodismo Simón Bolívar, categoría "Mejor emisión cultural en radio".

## Familia
Julio César es originario del municipio de Villanueva, La Guajira, nacido en el hogar de Julio César Oñate Rodríguez y Clara Beatriz Martínez Iriarte. Su madre es prima hermana del compositor Rafael Escalona Martínez.
Contrajo matrimonio en 1972 con María Teresa Díaz, oriunda de Ibagué, Tolima y de cuya unión nacieron tres hijos; Olga, Julio César Jr, y Carlos Fernando Oñate Díaz. Tras su separación Oñate tuvo otros dos hijos; Julián Andrés Oñate Maxilo, de madre italiana y Clara Margarita Oñate, de madre venezolana.
Contrajo matrimonio por segunda vez con Lourdes Yanis, de cuya unión nació Isabela Oñate Yanis.

## Trayectoria
Se graduó de ingeniero Agrónomo en la Universidad del Tolima en Ibagué.
Es un apasionado de la música vallenata y se ha dedicado a coleccionar todo lo relacionado con este género musical, a componer canciones y a preservar el legado del folclor. Sus composiciones vallenatas han sido grabadas por los artistas que más éxitos han tenido en el vallenato. 
Su primera canción la compuso en 1972, al ser inspirado por la muerte del cajero Cirino Castilla.
En 1975, participó con su canción El encuentro con Simón en el Festival de la Leyenda Vallenata ocupando el segundo lugar, a pesar de que el primer lugar fue declarado desierto.
Al año siguiente, en 1976 volvió a participar, esta vez con el tema La profecía. Con esta canción Oñate se coronó como "Rey Vallenato de la canción inédita" del Festival de la Leyenda Vallenata. En 1978, La profecía fue grabada por Los Hermanos Zuleta en el álbum Tierra de Cantores.

## Publicaciones
Algunas de la publicaciones realizadas por Julio Oñate Martínez:
Libros
- El ABC del vallenato (2002)
- Leandro Díaz, el cantor de Altopino (2003)
- Cantos vallenatos
- Oñate Martínez, Julio; Medina Sierra, Abel; Pichón Mora, Emmanuel (2007). Luis Enrique Martínez: forma e identidad del vallenato (1. ed. edición). La Guajira, Colombia: Fondo Mixto para la Promoción de la Cultura y las Artes de La Guajira. ISBN 9589820670.
- Cuando Matilde camina (2007)
- Bajo el cielo e' Valledupar (2010)
- Héroes ocultos del vallenato (2013).[4]
- Hermanos Zuleta, una historia cantada (2016) - Coautoría con Jacobo Solano.[5]

Artículos destacados
- Oñate Martínez, Julio (26 al 30 de abril de 1995). «Voces femeninas en el vallenato». Revista del XXVIII Festival de la Leyenda Vallenata: Pág. 53.[6]

## Composiciones
Algunas de las composiciones de Julio Oñate Martínez:
- El gran cajero (1972)
- Indiferente (1975): grabada por Daniel Celedón e Israel Romero en el álbum Rumor Vallenato .[7]
- El chaparrón: tema grabado en 1977 por Daniel Celedón y Norberto Romero en el álbum Gira Mundo.[8]
- La entrega: grabada por Los Hermanos Zuleta en el álbum Volumen 12 (1979).
- El encuentro con Simón
- La muerte del buen amigo
- Soy Guajiro: grabada por Los Hermanos Zuleta.
- Jardín de amor
- El relato: grabada por Los Betos en el álbum Fiesta Vallenata vol. 10 en 1984.
- ¿Qué te pasa Maria Tere?: grabada por el Binomio de Oro.
- Las cosas del amor: grabada por el Binomio de Oro.
- La morisqueta: grabada en 1978 por Daniel Celedón y Norberto Romero en el álbum Diferentes.
- La niña Yadi
- No te vayas
- La profecía: grabada por Los Hermanos Zuleta en el álbum Tierra de Cantores (1978).
- Alma viajera.[9]
- Emma González.[9]
- Mi gran amor: grabada por Los Hermanos Zuleta.
- El adiós: grabada por el Binomio de Oro.
- Dos corazones: grabada por el Jorge Oñate.
- No te vayas: grabada por el Jorge Oñate.
- La puya de los pajaritos: grabada por Ivo Díaz
- El yuyo: grabada por el cantante Jesús Manuel.
- Reina de mis quereres
- El náufrago: grabada por Plinio Rico y Andrés «el Turco» Gil en el álbum Fiesta Vallenata vol. 4 en 1978.
- El culebrero: grabada por Iván Villazón & Chiche Martínez en el álbum Fiesta Vallenata vol. 12 en 1986.
- Negra (1995): grabada por Alfredo Gutiérrez en el álbum Con Toda El Alma .
- La Ñapa (2006): grabada por Alfredo Gutiérrez en el álbum Tilín Tilán .

## Televisión
- Estelares del Vallenato (Telecaribe): presentador.[5]
- Festival de la Leyenda Vallenata (Telecaribe): presentador.[1]

## Radio
- Los Clásicos del Vallenato (Radio Guatapurí): locutor.[1]
- Los Grandes del Vallenato (Cacica Stereo): locutor.[1]
- Juglares (Maravilla Stereo): locutor.[5]